# جلويوكابسا
الجلويوكابسا (بالإنجليزية: Gloeocapsa)‏ (مشتقة من gloia اليونانية (بمعنى جيلاتينية) و capsa اللاتينية (بمعنى حالة)) هو جنس من البكتيريا الزرقاء (بالإنجليزية: cyanobacteria)‏.
تفرز هذه الخلايا الأغماد الجيلاتينية الفردية التي يمكن غالبًا رؤيتها كأغماد حول الخلايا المنقسمة حديثًا داخل الأغماد الخارجية. وغالباً ما تظهر أزواج الخلايا المنقسمة حديثًا على أنها خلية واحدة فقط لأن الخلايا الجديدة تلتصق معًا مؤقتًا. وتُعرف أيضًا باسم «كبسولات التوهج» (بالإنجليزية: glow caps)‏، وهو مصطلح اشتق من الصبغة الصفراء التي يطلقها الغطاء.

## الظهور وأماكن التواجد
بعض الأنواع من هذا الجنس هي أليفة للملح، وبالتالي وجدت في البحيرات شديدة الملوحة وغيرها من البيئات عالية الملوحة. مثال على أماكن تواجد مثل هذا النوع من الجنس هو في بركات مياه مقاديكغادي في بوتسوانا.